# Người Senoi
Người Senoi (cũng được phát âm là Sengoi hay Sng'oi) là một nhóm người Malaysia được xếp vào nhóm Orang Asli, những người bản địa của bán đảo Mã Lai. Người Senoi là nhóm có số lượng lớn nhất của Orang Asli và phân bố rộng rãi trên bán đảo.
Người Senois nói các loại ngôn ngữ Asli khác nhau mà đều là thành viên của ngữ hệ Nam Á. Nhiều người trong số họ là song ngữ, nói ngôn ngữ quốc gia là tiếng Mã Lai (Bahasa Malaysia). Phương tiện sinh kế chính của họ là nông nghiệp nương rẫy, có thể được bổ sung bằng săn bắn, câu cá, thu gom chế biến và bán lâm sản.